# Danh sách tập của Running Man (2015)
Dưới đây là danh sách các tập của chương trình truyền hình thực tế Running Man được phát sóng vào năm 2015.

## Danh sách tập
| Tập # | Ngày phát sóng (Ngày ghi hình) | Khách mời | Landmark                                                                | Đội | Đội | Nhiệm vụ | Kết quả |
| ----- | ------------------------------ | --- | ----------------------------------------------------------------------- | --- | --- | --- | --- |
| 228   | 4/1/2015 (8/12/2014)           | Lee Seo-jin, Lee Seung-gi, Moon Chae-won | SBS Tanhyeon-dong Production Center (Ilsanseo-gu, Goyang, Gyeonggi-do)  | Đội Xan (Yoo Jae-suk, Lee Kwang-soo, Lee Seung-gi) Đội Nâu (Gary, Haha, Moon Chae-won) Đội Vàng (Ji Suk-jin, Kim Jong-kook, Song Ji-hyo) | Đội Xan (Yoo Jae-suk, Lee Kwang-soo, Lee Seung-gi) Đội Nâu (Gary, Haha, Moon Chae-won) Đội Vàng (Ji Suk-jin, Kim Jong-kook, Song Ji-hyo) | Tìm ra được nơi an toàn nhất trong thời tiết khắc nghiệt                                                          | Tất cả Thắng |
| 229   | 11/1/2015 (9/12/2014)          | Lee Seo-jin, Lee Seung-gi, Moon Chae-won | Korea Manhwa Museum (Wonmi-gu, Bucheon-si, Gyeonggi-do)                 | Yoo Jae-suk & Lee Seo-jin Gary & Song Ji-hyo Haha & Ji Suk-jin Kim Jong-kook & Lee Kwang-soo Lee Seung-gi & Moon Chae-won | Yoo Jae-suk & Lee Seo-jin Gary & Song Ji-hyo Haha & Ji Suk-jin Kim Jong-kook & Lee Kwang-soo Lee Seung-gi & Moon Chae-won | Loại bỏ thẻ bằng cách xếp các thẻ có số giống nhau thành 1 cặp                                                    | Yoo Jae-suk & Lee Seo-jin Thắng Yoo Jae-suk & Lee Seo-jin mỗi người nhận 1 chiếc nhẫn R, chiếc nhẫn của Yoo Jae-suk được trao cho Moon Chae-won.                                                   |
| 230   | 18/1/2015 (5/1/2015)           | Choi Tae-joon, Hong Jong-hyun, Nam Joo-hyuk, Seo Ha-joon, Seo Kang-joon(5urprise)                                                                        | Suncheon International Wetlands Center (Suncheon-si, Jeollanam-do)      | Đội Đại học (Yoo Jae-suk, Gary, Haha, Ji Suk-jin, Kim Jong-kook, Song Ji-hyo) | Đội Phổ Thông (Lee Kwang-soo, Choi Tae-joon, Hong Jong-hyun, Nam Joo-hyuk, Seo Ha-joon, Seo Kang-joon) | Đoán câu trả lời phổ biến nhất của cuộc khảo sát và ghi bàn 1 quả bóng biển có chứa câu trả lời                   | Đội Phổ Thông Thắng Mỗi thành viên của đội Phổ Thông nhận được 1 chiếc nhẫn vàng. |
| 231   | 25/1/2015 (6/1/2015)           | Không khách mời | Muju Taekwondowon (Muju-gun,Jeollabuk-do)                               | Đội nhiệm vụ (Gary, Haha, Ji Suk-jin, Kim Jong-kook, Song Ji-hyo) | Đội đuổi bắt (Yoo Jae-suk, Lee Kwang-soo) | Tìm cơ thể sinh học thông qua màu sắc của đai Taekwondo                                                           | Yoo Jae-suk Thắng Lee Kwang-soo thất bại trong phần thi cuối cùng để trở thành điệp vụ khác của Yoo-mes Bond Special Series.                                                                       |
| 232   | 1/2/2015 (19/1/2015)           | Hong Kyung-min, Kim Ji-soo, Kim Won-jun, Miryo (Brown Eyed Girls), Oh Hyun-kyung, Park Ji-yoon, Shin Da-eun                                              | Gwacheon National Science Museum (Gwacheon-dong, Gwacheon, Gyeonggi-do) | Yoo Jae-suk & Kim Won-jun Gary & Miryo Haha & Park Ji-yoon Ji Suk-jin & Oh Hyun-kyung Kim Jong-kook & Hong Kyung-min Lee Kwang-soo & Shin Da-eun Song Ji-hyo & Kim Ji-soo | Yoo Jae-suk & Kim Won-jun Gary & Miryo Haha & Park Ji-yoon Ji Suk-jin & Oh Hyun-kyung Kim Jong-kook & Hong Kyung-min Lee Kwang-soo & Shin Da-eun Song Ji-hyo & Kim Ji-soo                                                                                | Tìm chiếc cặp chứa chìa khóa vàng thật                                                                            | Ji Suk-jin & Oh Hyun-kyung Thắng Ji Suk-jin & Oh Hyun-kyung nhận được chìa khóa vàng. |
| 233   | 8/2/2015 (20/1/2015)           | Dongwoo (Infinite), Dongwoon (BEAST), Eric Nam, Minhyuk (BTOB), N (VIXX), Niel (Teen Top), Ryeowook (Super Junior), Sohyun (4Minute), Sojin (Girl's Day) | SBS Open Hall (Deungchon-dong, Gangseo-gu)                              | Đội Đỏ (Yoo Jae-suk, Dongwoo, Dongwoon, Sohyun) Đội Hồng (Gary, Haha, N, Sojin) Đội Xanh (Ji Suk-jin, Lee Kwang-soo, Eric Nam, Niel) Đội Trắng (Kim Jong-kook, Song Ji-hyo, Minhyuk, Ryeowook) | Đội Đỏ (Yoo Jae-suk, Dongwoo, Dongwoon, Sohyun) Đội Hồng (Gary, Haha, N, Sojin) Đội Xanh (Ji Suk-jin, Lee Kwang-soo, Eric Nam, Niel) Đội Trắng (Kim Jong-kook, Song Ji-hyo, Minhyuk, Ryeowook)                                                           | Tìm những thỏi vàng                                                                                               | Đội Hồng Thắng Đội Hồng nhận được 10 thỏi vàng. |
| 234   | 15/2/2015 (2/2/2015)           | Fei (Miss A), Kim Sung-ryung, Shoo, Seo Woo, Taecyeon (2PM), Yoo Sun, Yeon Jung-hoon                                                                     | MTP Mall (Simgok-ro, Seo-gu, Incheon)                                   | Yoo Jae-suk & Yeon Jung-hoon Gary & Kim Sung-ryung Haha & Shoo Ji Suk-jin & Yoo Sun Kim Jong-kook & Seo Woo Lee Kwang-soo & Fei Song Ji-hyo & Taecyeon | Yoo Jae-suk & Yeon Jung-hoon Gary & Kim Sung-ryung Haha & Shoo Ji Suk-jin & Yoo Sun Kim Jong-kook & Seo Woo Lee Kwang-soo & Fei Song Ji-hyo & Taecyeon                                                                                                   | Nấu bữa ăn ngon nhất trong năm 2015                                                                               | Kim Jong-kook & Seo Woo Thắng Kim Jong-kook & Seo Woo nhận được hai con dao bếp vàng. |
| 235   | 22/2/2015 (3/2/2015)           | Fei (Miss A), Kim Sung-ryung, Shoo, Seo Woo, Taecyeon (2PM), Yoo Sun, Yeon Jung-hoon                                                                     | MTP Mall (Simgok-ro, Seo-gu, Incheon)                                   | Yoo Jae-suk & Yeon Jung-hoon Gary & Kim Sung-ryung Haha & Shoo Ji Suk-jin & Yoo Sun Kim Jong-kook & Seo Woo Lee Kwang-soo & Fei Song Ji-hyo & Taecyeon | Yoo Jae-suk & Yeon Jung-hoon Gary & Kim Sung-ryung Haha & Shoo Ji Suk-jin & Yoo Sun Kim Jong-kook & Seo Woo Lee Kwang-soo & Fei Song Ji-hyo & Taecyeon                                                                                                   | Nấu bữa ăn ngon nhất trong năm 2015                                                                               | Kim Jong-kook & Seo Woo Thắng Kim Jong-kook & Seo Woo nhận được hai con dao bếp vàng. |
| 236   | 1/3/2015 (17/2/2015)           | Andy, Eric, Jun Jin, Kim Dong-wan, Lee Minwoo, Shin Hye-sung (Shinhwa) Dong-jun, Hee-chul, Hyung-sik, Jun-young, Kwang-hee, Tae-heon (ZE:A)              | Hangang Park (Han River, Yeouido-dong, Yeongdeungpo-gu, Seoul)          | Đội Running Man (Yoo Jae-suk, Gary, Haha, Ji Suk-jin, Kim Jong-kook, Lee Kwang-soo) Đội Shinhwa (Andy, Eric, Jun Jin, Kim Dong-wan, Lee Min-woo, Shin Hye-sung) Đội ZE:A (Dong-jun, Hee-chul, Hyung-sik, Jun-young, Kwang-hee, Tae-heon) | Đội Running Man (Yoo Jae-suk, Gary, Haha, Ji Suk-jin, Kim Jong-kook, Lee Kwang-soo) Đội Shinhwa (Andy, Eric, Jun Jin, Kim Dong-wan, Lee Min-woo, Shin Hye-sung) Đội ZE:A (Dong-jun, Hee-chul, Hyung-sik, Jun-young, Kwang-hee, Tae-heon)                 | Lấy điểm cao nhất                                                                                                 | Đội Running Man Thắng Đội Running Man nhận được phù hiệu R vàng. |
| 237   | 8/3/2015 (16/2/2015)           | Hani (EXID), Jung So-min, Nam Ji-hyun, Yerin (G-Friend) Yoon So-hee                                                                                      | TBD                                                                     | Yoo Jae-suk & Hani Gary & Jung So-min Haha & Song Ji-hyo Ji Suk-jin & Yerin Kim Jong-kook & Nam Ji-hyun Lee Kwang-soo & Yoon So-hee | Yoo Jae-suk & Hani Gary & Jung So-min Haha & Song Ji-hyo Ji Suk-jin & Yerin Kim Jong-kook & Nam Ji-hyun Lee Kwang-soo & Yoon So-hee | Đoán đối tượng với mật độ thấp nhất                                                                               | Haha & Song Ji-hyo Thắng Haha & Song Ji-hyo nhận được 1 cặp nhẫn vàng R. |
| 238   | 15/3/2015 (2/3/2015)           | Kim Seo-hyung, Ye Ji-won | The ARC River Culture Pavilion (Gangjeongbon-gil, Dalseong-gun, Daegu)  | Đội Xanh (Yoo Jae-suk, Lee Kwang-soo, Ye Ji-won) Đội Đen (Gary, Ji Suk Jin, Song Ji-hyo) Đội Xám (Kim Jong-kook, Haha, Kim Seo-hyung) | Đội Xanh (Yoo Jae-suk, Lee Kwang-soo, Ye Ji-won) Đội Đen (Gary, Ji Suk Jin, Song Ji-hyo) Đội Xám (Kim Jong-kook, Haha, Kim Seo-hyung) | Làm sạch nước bị ô nhiễm                                                                                          | Đội Xám Thắng Đội Xám mỗi thành viên nhận được 1 nhẫn vàng. |
| 239   | 22/3/2015 (10/3/2015)          | Kim Dong-hyun, Sung Si-kyung | SBS Prism Tower (Sangam-dong, Mapo-gu, Seoul)                           | Không chia đội | Không chia đội | Tìm Đồng Tiền Vàng                                                                                                | Kim Dong-hyun Thắng Kim Dong-hyun nhận được ₩1,3 triệu. |
| 240   | 29/3/2015 (17/3/2015)          | Junho (2PM), Kang Ha-neul, Kim Woo-bin | Seodaemun Museum of Natural History (Seodaemun-gu, Seoul)               | Oh, Shiny 20's Quiz: Không chung đội với Suk-jin (Gary, Haha, Lee Kwang-soo, Song Ji-hyo, Kim Woo-bin) Chung đội với Suk-jin (Ji Suk-jin, Yoo Jae-suk, Kim Jong-kook, Junho, Kang Ha-neul) Phòng Karaoke Tuổi Trẻ: Ji Suk-jin & Song Ji-hyo Yoo Jae-suk & Gary Haha & Kim Jong-kook Lee Kwang-soo & Junho Kang Ha-neul & Kim Woo-bin                                                | Xé bảng tên: Đội Running Man (Ji Suk-jin, Yoo Jae-suk, Gary, Haha, Kim Jong-kook, Lee Kwang-soo, Song Ji-hyo, Junho, Kim Woo-bin, Kang Ha-neul) Đội Những Người Đàn Ông Đáng Sợ (Lee Sang-soo, Cha In-ho, Jun Young-joon, Yang Seung-ho, Kim Chang-hyun) | Giúp Ji Suk-jin đạt 100 điểm                                                                                      | Tất cả Thắng Ji Suk-jin chọn không chia sẻ 10 nhẫn vàng cho các thành viên còn lại. |
| 242   | 12/4/2015 (30/3/2015)          | Jung Il-woo, Jung Yong-hwa (CNBLUE), Lee Hong-ki (F.T. Island)                                                                                           | SBS Tanhyeon-dong Production Center (Ilsanseo-gu, Goyang, Gyeonggi-do)  | Đội nhiệm vụ (Yoo Jae-suk, Gary, Haha, Ji Suk-jin, Song Ji-hyo, Jung Yong-hwa, Lee Hong-ki) | Đội đuổi bắt (Kim Jong-kook, Lee Kwang-soo, Jung Il-woo) | Đánh bại đội khác                                                                                                 | Đội đuổi bắt Thắng |
| 243   | 19/4/2015 (6/4/2015)           | Hong Jong-hyun, Jang Su-won, Kang Kyun-sung, Son Ho-jun, Yoo Byung-jae                                                                                   | TBD                                                                     | Đội Hot Guys (Yoo Jae-suk, Ji Suk-jin, Lee Kwang-soo, Kang Kyun-sung, Son Ho-jun, Yoo Byung-jae) | Đội Cool Guys (Gary, Haha, Kim Jong-kook, Song Ji-hyo, Hong Jong-hyun, Jang Su-won) | Loại bỏ các nhóm khác trong khi đi đến địa điểm nhiệm vụ tiếp theo                                                | Đội Cool Guys Thắng Haha, Song Ji-hyo, Hong Jong-hyun, Jang Su-won nhận phiếu mua hàng giảm giá.                                                                                                   |
| 244   | 26/4/2015 (13/4/2015)          | Choa (AOA), Jessi (Lucky J), Kim Yoo-ri, Jang Do-yeon, Seo Ye-ji                                                                                         | M Palace Wedding Hall (Mapo-gu, Seoul)                                  | Yoo Jae-suk & Jessi Gary & Seo Ye-ji Haha & Choa Ji Suk-jin & Kim Yoo-ri Lee Kwang-soo & Song Ji-hyo | Cặp đôi nguy hiểm (Kim Jong-kook & Jang Do-yeon) | Tránh đám cưới của "Cặp đôi nguy hiểm"                                                                            | Lee Kwang-soo & Song Ji-hyo Thắng Lee Kwang-soo & Song Ji-hyo nhận ₩1 triệu tiền mặt. |
| 245   | 3/5/2015 (27/4/2015)           | Jinu, Sean (Jinusean) | Everland (Yongin, Gyeonggi-do)                                          | Đôi Xanh dương (Yoo Jae-suk, Lee Kwang-soo, Ji Suk-jin) Đội Hồng (Gary, Haha, Song Ji-hyo) Đội Xanh lá (Kim Jong-kook, Jinu, Sean) | Đôi Xanh dương (Yoo Jae-suk, Lee Kwang-soo, Ji Suk-jin) Đội Hồng (Gary, Haha, Song Ji-hyo) Đội Xanh lá (Kim Jong-kook, Jinu, Sean) | Gỡ bơm nguy hiểm                                                                                                  | Đội Xanh dương Thắng 4 triệu₩ đóng góp đồ chơi dưới tên Sean and Ji Suk-jin. |
| 246   | 10/5/2015 (14/4/2015)          | Park Seo-joon, Son Hyun-joo | TBD                                                                     | Đội thám tử bình thường (Gary, Haha, Ji Suk-jin, Kim Jong-kook, Lee Kwang-soo, Park Seo-joon, Son Hyun-joo) | Đội thám tử tinh mắt (Yoo Jae-suk, Song Ji-hyo) | Giải cứu con tin                                                                                                  | Đội thám tử tinh mắt thắng Thắng |
| 247   | 17/5/2015 (28/4/2015)          | Không khách mời | Hanhwa Aqua Planet Ilsan (Ilsanseo-gu, Goyang, Gyeonggi-do)             | Đội nhiệm vụ (Yoo Jae-suk, Ji Suk-jin, Kim Jong-kook, Gary, Haha, Song Ji-hyo) | Đội nhiệm vụ (Yoo Jae-suk, Ji Suk-jin, Kim Jong-kook, Gary, Haha, Song Ji-hyo) | Nhiệm vụ 1 vs 6 Đánh lừa Lee Kwang-soo                                                                            | Đội nhiệm vụ Thắng Thành viên Đội nhiệm vụ nhận 1.000.000₩ và Ji Suk-Jin nhận gấp đôi phần thưởng trong nhóm Mission Team                                                                          |
| 248   | 24/5/2015 (5/5/2015)           | Nichkhun (2PM), Henry (Super Junior-M), KangNam (M.I.B), Amber (f(x)), Park Joon-hyung (g.o.d)                                                           | Han River (Mapo-gu, Seoul)                                              | Yoo Jae-suk & Henry Gary & Nichkhun Haha & Amber Ji Suk-jin & Park Joon-hyung Kim Jong-kook & Kangnam Lee Kwang-soo & Song Ji-hyo | Yoo Jae-suk & Henry Gary & Nichkhun Haha & Amber Ji Suk-jin & Park Joon-hyung Kim Jong-kook & Kangnam Lee Kwang-soo & Song Ji-hyo | Sổ xố Running Balls                                                                                               | Yoo Jae-suk và Henry, Gary & Nichkhun, Haha & Amber, Kim Jong-kook & Kangnam, Lee Kwang-soo & Song Ji-hyo Thắng Ji Suk-jin và Park Joon-hyung bị phạt nhảy bungee không dây                        |
| 249   | 31/5/2015 (12/5/2015)          | Kim Jun-hyun, Uee (After School) | TBD                                                                     | Learn What The Blacklist is About: Yoo Jae-suk & Kim Jun-hyun Gary & Ji Suk-jin Kim Jong-kook & Song Ji-hyo Lee Kwang-soo & Uee Haha | Blacklist Race: Không chia đội | Thu thập tất cả năm thành phần cho jajangmyeon                                                                    | Không có người chiến thắng Giải thưởng được cho là được thêm vào tập tiếp theo. |
| 250   | 7/6/2015 (25/5/2015)           | Dae-sung, G-Dragon, Seung-ri, Tae-yang, TO.P (Big Bang)                                                                                                  | Inje Speedium Racing Circuit (Inje-gun, Gangwon-do)                     | Đội thương nhân Joseon (Yoo Jae-suk, Gary, Haha, Ji Suk-jin, Lee Kwang-soo, Song Ji-hyo) | Đội chiến binh La Mã (Kim Jong-kook, Dae-sung, G-Dragon, Seung-ri, Tae-yang, T.O.P) | Quay trở lại quá khứ bằng cách chiến thắng Cuộc đua Theo dõi Thời gian                                            | Đội chiến binh La Mã Thắng |
| 251   | 14/6/2015 (1/6/2015)           | Byul, Kim So-hyun, Son Jun-ho | I'Park Bundang (Bundang-gu,Seongnam-si,Gyeonggi-do)                     | Yoo Jae-suk & Kim Jong-kook Gary & Song Ji-hyo Haha & Byul Ji Suk-jin & Lee Kwang-soo Kim So-hyun & Son Jun-ho | Yoo Jae-suk & Kim Jong-kook Gary & Song Ji-hyo Haha & Byul Ji Suk-jin & Lee Kwang-soo Kim So-hyun & Son Jun-ho | Gặp người chơi cùng đội ở 1 tầng giống nhau                                                                       | Haha & Byul Thắng Haha & Byul nhận 1 cặp nhẫn vàng. |
| 252   | 21/6/2015 (15/6/2015)          | Eun Ji-won, Jay Park, Jessi (Lucky J), San E, Verbal Jint                                                                                                | TBD                                                                     | Đội Vận Động Viên (Kim Jong-kook, Gary, Haha, Ji Suk-jin, Lee Kwang-soo, Song Ji-hyo) | Đội Hip Hop (Yoo Jae-suk, Eun Ji-won, Jay Park, Jessi, San E, Verbal Jint) | Đạt điểm cao hơn trong Card Battle                                                                                | Đội Vận Động ViênThắng Đội Vận Động Viên nhận mũ đính vàng |
| 253   | 28/6/2015 (16/6/2015)          | Do Sang-woo, Hae-ryung (BESTie), Hwang Seung-eon, Irene Kim, Park Ha-na, Seo Hyun-jin, Ye-eun (CLC)                                                      | One Mount Water Park (Ilsanseo-gu, Goyang, Gyeonggi-do)                 | Yoo Jae-suk & Park Ha-na Gary & Hwang Seung-eon Haha & Ye-eun Ji Suk-jin & Hae-ryung Kim Jong-kook & Irene Kim Lee Kwang-soo & Seo Hyun-jin Song Ji-hyo & Do Sang-woo | Yoo Jae-suk & Park Ha-na Gary & Hwang Seung-eon Haha & Ye-eun Ji Suk-jin & Hae-ryung Kim Jong-kook & Irene Kim Lee Kwang-soo & Seo Hyun-jin Song Ji-hyo & Do Sang-woo                                                                                    | Lấy chìa khóa khỏi băng qua các trò chơi                                                                          | Lee Kwang-soo & Seo Hyun-jin Thắng Lee Kwang-soo & Seo Hyun-jin nhận giỏ quà trái cây. |
| 254   | 5/7/2015 (23/6/2015)           | Hyo-yeon, Seo-hyun, Soo-young, Sunny, Tae-yeon, Tiffany, Yoona, Yuri (Girls' Generation)                                                                 | Times Square (Yeongdeungpo-gu, Seoul)                                   | Đội Xanh (Yoo Jae-suk, Lee Kwang-soo, Hyo-yeon) Đội Vàng (Gary, Soo-young, Yoona) Đội Cam (Haha, Tiffany, Yuri) Đội Xanh Biển (Ji Suk-jin, Song Ji-hyo, Sunny) Đội Hồng (Kim Jong-kook, Seo-hyun, Tae-yeon) | Mật Mã Thiên Thần (Yoona) | Tìm "Mã Vạch A, B, C, D" để thoát khỏi Thế giới Trò Chơi và ngăn chặn Mật Mã Thiên Thần                           | Yoona Thắng |
| 255   | 12/7/2015 (6/7/2015)           | Bo-ra, So-you (Sistar), Lee Guk-joo, Seolhyun (AOA), Yoon Bo-mi (A Pink)                                                                                 | BlueOne Water Park (Bodeok-dong, Gyeongju-si, Gyeongsangbuk-do)         | Top 3 món ăn tốt cho sức khỏe: Yoo Jae-suk & So-you Gary & Seolhyun Haha & Bo-ra Ji Suk-jin & Song Ji-hyo Kim Jong-kook & Yoon Bo-mi Lee Kwang-soo & Lee Guk-joo Cuộc đua Tô cơm: Đội Nữ hoàng So-you (Yoo Jae-suk, Kim Jong-kook, So-you, Yoon Bo-mi) Đội Nữ hoàng Seolhyun (Gary, Ji Suk-jin, Song Ji-hyo, Seolhyun) Đội Nữ hoàng Bo-ra (Haha, Lee Kwang-soo, Bo-ra, Lee Guk-joo) | Giành Cờ: Đội Nữ hoàng So-you (Yoo Jae-suk, Gary, Kim Jong-kook, Song Ji-hyo, So-you, Yoon Bo-mi) Đội Nữ hoàng Bo-ra (Haha, Ji Suk-jin, Lee Kwang-soo, Bo-ra, Lee Guk-joo, Seolhyun)                                                                     | Cắm càng nhiều cờ càng tốt trong 30 phút                                                                          | Đội Nữ hoàng Bo-ra Thắng Đội Nữ hoàng Bo-ra nhận 30 quả trứng vàng. So-you và Yoon Bo-mi mỗi người nhận 1 trứng vàng từ Bo-ra.                                                                     |
| 256   | 19/7/2015 (1/7/2015)           | Baek Jin-hee, Chansung, Jun. K, Junho, Nichkhun, Taecyeon, Wooyoung (2PM)                                                                                | TBD (Ilsandong-gu, Goyang-si, Gyeonggi-do)                              | Đội Jin-Hee (Yoo Jae-suk, Gary, Haha, Ji Suk-jin, Kim Jong-kook, Lee Kwang-soo, Baek Jin-hee) | Đội Ji-Hyo (Song Ji-hyo, Chansung, Jun. K, Junho, Nichkhun, Taecyeon, Wooyoung) | Tìm ra "Fan" Running Man và đến nhà người đó                                                                      | Đội Ji-Hyo Thắng |
| 257   | 26/7/2015 (14/7/2015)          | Hong Jin-ho, Hyun Joo-yup, Kim Yeon-kyung, Shin Soo-ji, Song Jong-gook                                                                                   | SBS Tanhyeon-dong Production Center (Ilsanseo-gu, Goyang, Gyeonggi-do)  | Yoo Jae-suk & Kim Yeon-kyung Gary & Ji Suk-jin Haha & Hyun Joo-yup Kim Jong-kook & Shin Soo-ji Lee Kwang-soo & Hong Jin-ho Song Ji-hyo & Song Jong-gook | Yoo Jae-suk & Kim Yeon-kyung Gary & Ji Suk-jin Haha & Hyun Joo-yup Kim Jong-kook & Shin Soo-ji Lee Kwang-soo & Hong Jin-ho Song Ji-hyo & Song Jong-gook                                                                                                  | Trận chiến Running Man mạnh nhất lần thứ 4                                                                        | Yoo Jae-suk & Kim Yeon-kyung Thắng Yoo Jae-suk và Kim Yeon-kyung nhận được sách có đính "R" vàng                                                                                                   |
| 258   | 2/8/2015 (20/7/2015)           | Hwang Jung-min, Jang Yoon-ju, Jung Man-sik | TBD                                                                     | Đội cảnh sát (Yoo Jae-suk, Lee Kwang-soo, Song Ji-hyo, Hwang Jung-min, Ji Suk-jin) | Đội Mafia (Kim Jong-kook, Gary, Haha, Jang Yoon-ju, Jung Man-sik)*Ji Suk-jin chọn sai đội | Tìm các thỏi vàng và trao cho đại ca Lee Dong Joon                                                                | Đội Mafia Thắng |
| 259   | 9/8/2015 (27/7/2015)           | Cha Ye-ryun, Lee Yo-won | SBS Prism Tower (Sangam-dong, Mapo-gu, Seoul)                           | Đội Yo-won (Yoo Jae-suk, Haha, Lee Yo-won) Đội Ji-hyo (Ji Suk-jin, Lee Kwang-soo, Song Ji-hyo) Đội Ye-ryun (Kim Jong-kook, Gary, Cha Ye-ryun) | Đội Yo-won (Yoo Jae-suk, Haha, Lee Yo-won) Đội Ji-hyo (Ji Suk-jin, Lee Kwang-soo, Song Ji-hyo) Đội Ye-ryun (Kim Jong-kook, Gary, Cha Ye-ryun) | Nhiệm vụ: Casting sống còn                                                                                        | Đội Yo-won Thắng Đội Yo-won nhận được ghế đạo diễn đính kèm huy hiệu và bảng tên bằng vàng |
| 260   | 16/08/2015 (4/8/2015)          | Kim Gun-mo, Koo Jun-Yup (CLON), Lee Ha-neul (DJ DOC), Lee Jae-hoon (Cool), Park Joon-hyung (g.o.d)                                                       | Apgujeong Rodeo Street (Munjeong-dong, Songpa-gu, Seoul                 | Đội Đỏ (Yoo Jae-suk, Gary, Song Ji-hyo, Koo Jun-Yup, Lee Jae-hoon, Park Joon-hyung) Đội xanh (Kim Jong-kook, Haha, Ji Suk-jin, Lee Kwang-soo, Kim Gun-mo, Lee Ha-neul) | Đội Đỏ (Yoo Jae-suk, Gary, Song Ji-hyo, Koo Jun-Yup, Lee Jae-hoon, Park Joon-hyung) Đội xanh (Kim Jong-kook, Haha, Ji Suk-jin, Lee Kwang-soo, Kim Gun-mo, Lee Ha-neul)                                                                                   | Trở thành đội đầu tiên có 10 triệu bản album (đĩa hát)                                                            | Chưa có kết quả. Có kết quả vào lần phát sóng sau |
| 261   | 23/08/2015 (5/8/2015)          | Không khách mời (Đoạn giữa tập) | Chuncheon Girl's High School (Chuncheon,Gangwon-do)                     | Không chia đội (Tự chọn thành viên đi cùng vào ngôi trường nữ sinh bỏ hoang) | Không chia đội (Tự chọn thành viên đi cùng vào ngôi trường nữ sinh bỏ hoang) | Tìm bảng tên của mình và bảng tên của VJ phụ trách để thoát khỏi ngôi trường nữ sinh bỏ hoang                     | (Tuần trước Đội Xanh Thắng) Tất cả mọi người đều thoát khỏi ngôi trường ma ám |
| 262   | 30/08/2015 (3/8/2015)          | Kang Sung-jin, Kim Min-kyo, Kim Soo-ro, Nam Bo-ra, Park Gun-hyung                                                                                        | Sejong Garden (Hannam-dong, Yongsan-gu, Seoul)                          | Đội Mắt Mũi Miệng Yoo Jae-suk, Ji Suk-jin, Kim Min-kyo Đội Tuổi Trẻ Gary, Haha, Nam Bo-ra Đội Mạnh Nhất Kim Jong-kook, Lee Kwang-soo, Kim Soo-ro Đội Những Người Bạn Cũ Song Ji-hyo, Kang Sung-jin, Park Gun-hyung | Đội Mắt Mũi Miệng Yoo Jae-suk, Ji Suk-jin, Kim Min-kyo Đội Tuổi Trẻ Gary, Haha, Nam Bo-ra Đội Mạnh Nhất Kim Jong-kook, Lee Kwang-soo, Kim Soo-ro Đội Những Người Bạn Cũ Song Ji-hyo, Kang Sung-jin, Park Gun-hyung                                       | Cuộc đua thực đơn taxi Hoàn thành thực đơn bữa ăn do tài xế taxi chỉ định cho đến khi trùng khớp thực đơn đã chọn | Đội Mắt Mũi Miệng, Tuổi Trẻ và Những Người Bạn Cũ Thắng Kim Jong-kook phải thanh toán bữa tiệc liên hoan của nhân viên.                                                                            |
| 263   | 6/9/2015 (17/8/2015)           | Lee Dong-wook, Park Seo-joon, Yu-ra (Girl's Day) | Yeouido Park (Yeouido-dong, Yeongdeungpo-gu, Seoul)                     | Đội Trường Mỹ thuật (Yoo Jae-suk, Gary, Ji Suk-jin, Song Ji-hyo, Lee Dong-wook) Đội Trường Science Department (Haha, Kim Jong-kook, Lee Kwang-soo, Park Seo-joon, Yu-ra) | Đội Trường Mỹ thuật (Yoo Jae-suk, Gary, Ji Suk-jin, Song Ji-hyo, Lee Dong-wook) Đội Trường Science Department (Haha, Kim Jong-kook, Lee Kwang-soo, Park Seo-joon, Yu-ra)                                                                                 | Thắng trong các nhiệm vụ                                                                                          | Đội Science Department Thắng Nhận được học bổng. |
| 264   | 13/09/2015 (31/8/2015)         | Kwon Sang-woo, Sung Dong-il | National Science Museum (Guseong-dong,Yuseong-gu,Daejeon)               | Đội Jae Suk (Yoo Jae-suk, Haha, Lee Kwang-soo) Đội Sang-Woo (Gary, Ji Suk-jin, Song Ji-hyo, Kwon Sang-woo) Đội Dong-Il (Kim Jong-kook, Sung Dong-il) | Đội Jae Suk (Yoo Jae-suk, Haha, Lee Kwang-soo) Đội Sang-Woo (Gary, Ji Suk-jin, Song Ji-hyo, Kwon Sang-woo) Đội Dong-Il (Kim Jong-kook, Sung Dong-il) | Tìm người bí ẩn                                                                                                   | Đội Jae Suk Thắng Yoo Jae-suk, Haha, Lee Kwang-soo nhận kính lúp vàng. |
| 265   | 20/9/2015 (1/9/2015)           | John Park, Kyuhyun (Super Junior), RM (BTS), Ye-eun (Wonder Girls)                                                                                       | Desserted Island                                                        | Không đội | Không đội | Thoát khỏi đảo hoang - True Gary Show                                                                             | Mọi người Thắng Gary thua (TrueGary Show). |
| 266   | 27/09/2015 (8/9/2015)          | Eunhyuk (Super Junior), Hong Jin-young, Lim Ju-hwan | Sân vận động Gangneung (Gyo-dong, Gangneung-si, Gangwon-do)             | Top 5 Thực phẩm ngon tại nơi nghỉ chân: Yoo Jae-suk, Lee Kwang-soo, Lim Ju-hwan Gary & Song Ji-hyo Haha & Ji Suk-jin Kim Jong-kook, Eunhyuk, Hong Jin-young Trò chơi: Đội Jae-suk (Yoo Jae-suk, Ji Suk-jin, Lee Kwang-soo, Song Ji-hyo, Lim Ju-hwan) Đội Jong-kook (Kim Jong-kook, Gary, Haha, Eunhyuk, Hong Jin-young)                                                             | Trộm vs Đuổi bắt: Đội Nhiệm Vụ (Yoo Jae-suk, Lee Kwang-soo, Lim Ju-hwan) Đội Chasing (Gary, Haha, Ji Suk-jin, Kim Jong-kook, Song Ji-hyo, Eunhyuk, Hong Jin-young)                                                                                       | Thắng trò chơi và ngăn chặn những tên trộm quà Trung Thu                                                          | Đội Chasing Thắng Nhận được các phần quà trung thu. |
| 267   | 4/10/2015 (22/9/2015)          | Không khách mời | Space Avanshow Studio (Tanhyeon-myeon, Paju-si,Gyeonggi-do)             | Không chia đội | Không chia đội | 3 lần thần giao cách cảm thành công trong vòng 24h                                                                | Tất cả Thắng |
| 268   | 11/10/2015 (21/9/2015)         | Park Han-byul, Joy (Red Velvet), Stephanie, Kim Ja-in, Park Na-rae Yoon Park Gong Seung-yeon                                                             | Gwanggyo Youth Center (Yeongtong-gu,Suwon-si,Gyeonggi-do)               | Hái sao trên trời: Yoon Park & Ji-hyo Kwang-soo & Joy Jae-suk & Han Byul Jong-kook & Stephanie Suk Jin & Na-rae Gary & Seung-yeon Haha & Ja-in Cơm cuộn định mệnh: Yoon Park & Ji-hyo Kwang-soo & Stephanie Suk-jin & Na-rae Jaesuk & Seung-yeon Jongkook & Han-byul Haha & Joy Gary & Ja-in                                                                                        | Nhiệm vụ cuối cùng: Kwang-soo & Ji-hyo Haha & Seung-yeon Jong Kook & Stephanie Yoon Park & Joy Jae Suk & Han-byul Suk Jin & Na-rae Gary & Ja-in | Tìm được cặp nhẫn truyền thuyết và đến được địa điểm cuối cùng                                                    | Haha và Seung-yeon Thắng Haha và Seung-yeon nhận một cặp nhẫn kim cương |
| 269   | 18/10/2015 (6/10/2015)         | Park Bo-young, Lee Chun-hee Kim Hee-won | National Folk Museum of Korea (Samcheong-dong Jongno-gu,Seoul)          | Đội Ji Hyo (Yoo Jae-suk, Gary, Song Ji-hyo, Kim Hee-won, Lee Chun-hee) | Đội Bo-young (Haha, Ji Suk-jin, Kim Jong-kook, Lee Kwang-soo, Park Bo-young) | Đánh bại đội kia                                                                                                  | Đội Ji Hyo Thắng Mỗi thành viên của đội Ji Hyo nhận 1 thỏi vàng |
| 270   | 25/10/2015 (5/10/2015)         | Không khách mời | KINTEX (Ilsanseo-gu,Goyang,Gyeonggi-do)                                 | Đội nhiệm vụ (Lee Kwang-soo) | Đội đuổi bắt (Yoo Jae-suk, Gary, Haha, Ji Suk-jin, Kim Jong-kook, Song Ji-hyo) | Ngăn Kwang-soo báo thù thành công                                                                                 | Đội đuổi bắt Thắng Kwang-soo nhận hình phạt |
| 271   | 1/10/2015 (19/10/2015)         | Jung Doo-hong, Kim Ki-tae, Lee Won-hee, Noh Ji-sim, Taemi, Khách mời của 7 thành viên                                                                    | Korea University Gymnasium (Anam-dong, Seongbuk-gu, Seoul)              | Đội Running Man (Yoo Jae-suk, Gary, Haha, Ji Suk-jin, Kim Jong-kook, Lee Kwang-soo, Song Ji-hyo & all invited guests) | Đội anh hùng (Jung Doo-hong, Kim Ki-tae, Lee Won-hee, Noh Ji-sim, Taemi & những vận động viên còn lại) | Chiến thắng đội anh hùng trong trận chiến xé bảng tên 100 vs 100                                                  | Đội anh hùng Thắng |
| 272   | 8/11/2015 (19/10/2015)         | Jung Doo-hong, Kim Ki-tae, Lee Won-hee, Noh Ji-sim, Taemi, Khách mời của 7 thành viên                                                                    | Korea University Gymnasium (Anam-dong, Seongbuk-gu, Seoul)              | Đội Running Man (Yoo Jae-suk, Gary, Haha, Ji Suk-jin, Kim Jong-kook, Lee Kwang-soo, Song Ji-hyo & all invited guests) | Đội anh hùng (Jung Doo-hong, Kim Ki-tae, Lee Won-hee, Noh Ji-sim, Taemi & những vận động viên còn lại) | Chiến thắng đội anh hùng trong trận chiến xé bảng tên 100 vs 100                                                  | Đội anh hùng Thắng |
| 273   | 15/11/2015 (20,26/10/2015)     | Jung Chan-woo, Kim Tae-gyun (Cultwo), Hong Yoon-hwa, Kim Jung-hwan, Kim Tae-hwan, Lee Eun-hyung (People Looking for a Laugh)                             | "K" Theater (Hyehwa-dong, Jongno-gu, Seoul)                             | Đội Running Man (Gary, Haha, Kim Jong-kook, Song Ji-hyo & 2 nhóm từ thành viên của Người tìm nụ cười) | Đội Người tìm nụ cười (Tất cả các nhóm còn lại trong Người tìm nụ cười) | Đạt số phiếu bầu cao nhất cho nhóm hài hay nhất                                                                   | Đội Running Man Thắng Đội Running Man tặng phần thưởng cho các thành viên của Người tìm nụ cười |
| 274   | 22/11/2015 (9/11/2015)         | Jo Jung-chi (Shinchireem), Kim Kwang-kyu, Min Kyung-hoon (Buzz), Niel (Teen Top), Park Soo-hong                                                          | Sanjung Lake RV Resort (Gyeonggi-do)                                    | Yoo Jae-suk & Kim Kwang-kyu Gary & Haha Ji Suk-jin & Jo Jung-chi Kim Jong-kook & Park Soo-hong Lee Kwang-soo & Niel Song Ji-hyo & Min Kyung-hoon | Yoo Jae-suk & Kim Kwang-kyu Gary & Haha Ji Suk-jin & Jo Jung-chi Kim Jong-kook & Park Soo-hong Lee Kwang-soo & Niel Song Ji-hyo & Min Kyung-hoon | Hoàn thành nhiệm vụ cuối cùng, đạt được chìa khóa để mở xích và thoát khỏi nơi cắm trại                           | Yoo Jae-suk & Kim Kwang-kyu, Gary & Haha, Kim Jong-kook & Park Soo-hong, Lee Kwang-soo & Niel, Song Ji-hyo & Min Kyung-hoon Thắng Ji Suk-jin & Jo Jung-chi phải lau dọn xe caravan như 1 hình phạt |
| 275   | 29/11/2015 (16/11/2015)        | Ha-ni (EXID), Heechul, Leeteuk (Super Junior), Hong Jin-ho, Lim Yo-hwan                                                                                  | SBS Open Hall (Deungchon-dong, Gangseo-gu, Seoul)                       | Yut Name Tag Game: Đội đàn anh (Yoo Jae-suk, Gary, Ji Suk-jin, Song Ji-hyo, Heechul, Lim Yo-hwan) Đội đàn em (Haha, Kim Jong-kook, Lee Kwang-soo, Hani, Hong Jin-ho, Leeteuk) | Rival Big Match: Đội đàn em (Yoo Jae-suk, Gary, Ji Suk-jin, Song Ji-hyo, Heechul, Lim Yo-hwan) Đội đàn anh (Haha, Kim Jong-kook, Lee Kwang-soo, Hani, Hong Jin-ho, Leeteuk)                                                                              | Chiến thắng đại chiến đối thủ                                                                                     | Đội đàn em Thắng Mỗi thành viên của đội đàn em nhận cúp có nhãn R vàng |
| 276   | 6/12/2015 (24/11/2015)         | Không khách mời | SBS Broadcasting Center (Mok-dong, Yangcheon-gu, Seoul)                 | Đội Jae-suk (Yoo Jae-suk, Haha, Song Ji-hyo) Đội Jong-kook (Kim Jong-kook, Ji Suk-jin, Lee Kwang-soo) | Đội đuổi bắt (Gary) | Giúp Gary trốn thoát và đoạt được kim cương giấu trong hộp                                                        | Không ai thắng Kim cương bị rơi vãi do sự tranh giành của các thành viên |
| 277   | 13/12/2015 (7/12/2015)         | Không khách mời | TBD                                                                     | Không chia đội | Không chia đội | Xâm nhập cơ sở nghiên cứu, giải cứu phần lớn người sống sót và cô gái miễn dịch với virus Zombie                  | Không ai thắng Các "đặc vụ" đều bị "lây nhiễm", nhưng họ đã xoay xở để hoàn thành nhiệm vụ giải cứu.                                                                                               |
| 278   | 20/12/2015 (8/12/2015)         | Andy (Shinhwa), Bobby, B.I (iKon), Chae-yeon, Kim Ji-min, Kim Jung-nam (Turbo), Lee Ji-hyun, Lee Jong-soo, Seolhyun (AOA), Stephanie (The Grace)         | SBS Broadcasting Center (Mok-dong, Yangcheon-gu, Seoul)                 | Trận chiến X-mas Game: Đội Kim (Kim Jong-kook, Haha, Andy, Chae-yeon, Kim Jung-nam, Lee Ji-hyun, Lee Jong-soo, Stephanie) Đội Ji (Ji Suk-jin, Gary, Lee Kwang-soo, Song Ji-hyo, Bobby, B.I, Kim Ji-min, Seolhyun) | Tìm X-man: Đội nhiệm vụ (Kim Jong-kook, Lee Kwang-soo) Đội đuổi bắt (Gary, Haha, Ji Suk-jin, Song Ji-hyo, Andy, Bobby, B.I, Chae-yeon, Kim Ji-min, Kim Jung-nam, Lee Ji-hyun, Lee Jong-soo, Seolhyun, Stephanie)                                         | Xác định X-Man | Đội nhiệm vụ Thắng ₩170 triệu won được quyên góp từ thiện dưới tên của người thắng cuộc |
| 279   | 27/12/2015 (8/12/2015)         | Andy (Shinhwa), Bobby, B.I (iKon), Chae-yeon, Kim Ji-min, Kim Jung-nam (Turbo), Lee Ji-hyun, Lee Jong-soo, Seolhyun (AOA), Stephanie (The Grace)         | SBS Broadcasting Center (Mok-dong, Yangcheon-gu, Seoul)                 | Trận chiến X-mas Game: Đội Kim (Kim Jong-kook, Haha, Andy, Chae-yeon, Kim Jung-nam, Lee Ji-hyun, Lee Jong-soo, Stephanie) Đội Ji (Ji Suk-jin, Gary, Lee Kwang-soo, Song Ji-hyo, Bobby, B.I, Kim Ji-min, Seolhyun) | Tìm X-man: Đội nhiệm vụ (Kim Jong-kook, Lee Kwang-soo) Đội đuổi bắt (Gary, Haha, Ji Suk-jin, Song Ji-hyo, Andy, Bobby, B.I, Chae-yeon, Kim Ji-min, Kim Jung-nam, Lee Ji-hyun, Lee Jong-soo, Seolhyun, Stephanie)                                         | Xác định X-Man | Đội nhiệm vụ Thắng ₩170 triệu won được quyên góp từ thiện dưới tên của người thắng cuộc |
| 279   | 27/12/2015 (8/12/2015)         | Không khách mời | SBS Broadcasting Center (Mok-dong, Yangcheon-gu, Seoul)                 | Ping Pong Unity: Yoo Jae-suk & Lee Kwang-soo Gary & Kim Jong-kook Haha & Song Ji-hyo Ji Suk-jin | Chiếc thang định mệnh Không chia đội | Tránh nhận được "MAY MẮN" trong chiếc thang định mệnh                                                             | Gary, Haha, Ji Suk-jin, Kim Jong-kook, Lee Kwang-soo, Song Ji-hyo Thắng Yoo Jae-suk được tắm bùn và nhận cúp cỏ bốn lá may mắn bằng vàng                                                           |